# العلاقات الإثيوبية الباربادوسية
العلاقات الإثيوبية الباربادوسية هي العلاقات الثنائية التي تجمع بين إثيوبيا وباربادوس.

## مقارنة بين البلدين
هذه مقارنة عامة ومرجعية للدولتين:
| وجه المقارنة                                              | إثيوبيا                        | باربادوس       |
| --------------------------------------------------------- | ------------------------------ | -------------- |
| المساحة (كم2)                                             | 1.10 مليون                     | 439            |
| عدد السكان (نسمة)                                         | 104.96 مليون                   | 285.72 ألف     |
| الكثافة السكانية (ن./كم²)                                 | 95.42                          | 65.08 ألف      |
| العاصمة                                                   | أديس أبابا                     | بريدج تاون     |
| اللغة الرسمية                                             | اللغة الأمهرية                 | لغة إنجليزية   |
| العملة                                                    | بير إثيوبي                     | دولار بربادوسي |
| الناتج المحلي الإجمالي (بليون دولار)                      | 80.56 مليار                    | 4.80 مليار     |
| الناتج المحلي الإجمالي (تعادل القوة الشرائية) بليون دولار | 161.90 مليار                   | 4.66 مليار     |
| الناتج المحلي الإجمالي الاسمي للفرد دولار أمريكي          | 619                            | 15.43 ألف      |
| الناتج المحلي الإجمالي للفرد دولار أمريكي                 | 1.50 ألف                       | 16.06 ألف      |
| مؤشر التنمية البشرية                                      | 0.442                          | 0.795          |
| رمز المكالمات الدولي                                      | +251                           | +1246          |
| رمز الإنترنت                                              | .et                            | .bb            |
| المنطقة الزمنية                                           | ت ع م+03:00، توقيت شرق أفريقيا | 00             |

## منظمات دولية مشتركة
يشترك البلدان في عضوية مجموعة من المنظمات الدولية، منها:
| علم المنظمة | اسم المنظمة                                 | تاريخ انضمام إثيوبيا | تاريخ انضمام باربادوس |
| ----------- | ------------------------------------------- | -------------------- | --------------------- |
|             | الاتحاد البريدي العالمي                     | ?                    | ?                     |
|             | مؤسسة التنمية الدولية                       | 11 أبريل 1961        | 29 سبتمبر 1999        |
|             | منظمة حظر الأسلحة الكيميائية                | ?                    | ?                     |
|             | الأمم المتحدة                               | 13 نوفمبر 1945       | 9 ديسمبر 1966         |
|             | وكالة ضمان الاستثمار متعدد الأطراف          | 13 أغسطس 1991        | 12 أبريل 1988         |
|             | منظمة الشرطة الجنائية الدولية               | ?                    | ?                     |
|             | مؤسسة التمويل الدولية                       | 20 يوليو 1956        | 25 يونيو 1980         |
|             | مجموعة دول أفريقيا والكاريبي والمحيط الهادئ | ?                    | ?                     |
|             | البنك الدولي للإنشاء والتعمير               | 27 ديسمبر 1945       | 12 سبتمبر 1974        |
|             | الاتحاد الدولي للاتصالات                    | 20 فبراير 1932       | 16 أغسطس 1967         |
|             | يونسكو                                      | 1 يوليو 1955         | 24 أكتوبر 1968        |

## وصلات خارجية
- موقع وزارة الخارجية الإثيوبية
- موقع وزارة الخارجية الباربادوسية